# Nepthys Mons
Il Nepthys Mons è una struttura geologica della superficie di Venere.
È intitolato alla dea egizia Nefti.